# 岡田英樹
岡田 英樹（おかだ ひでき、1944年4月30日 - 2023年10月18日）は、日本の中国文学者。立命館大学名誉教授。
現代中国文学を専門とし、中でも未開拓であった旧満州地域において文学活動を展開していた中国人作家や詩人を中心に研究。この分野においては日本を代表する研究者。
平和運動にも尽力し、1970年代から京都平和委員会事務局長、理事長を経て1977年から会長に就任し、逝去まで務める。立命館大学国際平和ミュージアムの企画局長、副館長も務めた。

## 略歴
- 1944年4月30日、京都府乙訓郡向日町（現：向日市）生まれ。
- 1968年3月 京都大学文学部中国語・中国文学専攻を卒業。
- 1970年3月 京都大学大学院文学研究科中国語・中国文学専攻修士課程を修了。
- 1971年4月 大阪府立三島高等学校教諭（1972年3月まで）
- 1972年4月 大阪外国語大学留学生別科で助手・講師を務める（1976年3月まで）。
- 1976年4月 立命館大学文学部で助教授、教授として教鞭を執る。
- 2010年3月、同大学を退職。
- 立命館大学名誉教授。

## 主な著書
- 『一九三〇年代世界の文学』有斐閣 1982年9月（共著）
- 『魯迅全集』第9巻「集外集・集外集拾遺」学習研究社 1985年6月（共訳）
- 『岩波講座 近代日本と植民地』第7巻「文化のなかの植民地」岩波書店 1993年1月（共著）
- 『「満洲国」の研究』緑蔭書房 1995年4月（共著）
- 『よみがえる台湾文学―日本統治期の作家と作品』東方書店 1995年10月（共著）
- 『近代日本と「偽満洲国」』不二出版 1997年6月（共編著）
- 『文学にみる「満洲国」の位相』研文出版 2000年3月（単著）
（中国語訳）『偽満洲国文学』（靳叢林訳）吉林大学出版社 2001年2月

（韓国語訳）『문학에서 본 만주국의 위상（文学にみる「満州国」の位相）』（崔貞玉訳）図書出版亦楽 2008年10月[3]
- 『淪陥下北京1937-45 交争する中国文学と日本文学』（増補版）三元社 2002年1月（共著）
- 『満洲国の文化―中国東北のひとつの時代』 せらび書房 2005年3月（共著）[4]
- 『〈外地〉日本語文学論』世界思想社 2007年3月（共著）[5]
- 『「満洲国」とは何だったのか』小学館 2008年8月（共編著）
- 『帝国主義と民族主義を超えて』図書出版亦楽 2009年9月（共著・韓国語）
- 『記憶と再現』 図書出版亦楽 2015年7月（共著・韓国語）[6]
- 『「満洲国」の文学とその周辺』東方書店　2019年7月(単著)